# Przemysław Czarnek
Przemysław Czarnek (ur. 11 czerwca 1977 w Kole) – polski prawnik i polityk, nauczyciel akademicki, doktor habilitowany nauk prawnych, profesor Katolickiego Uniwersytetu Lubelskiego, wojewoda lubelski (2015–2019), poseł na Sejm IX i X kadencji (od 2019), minister edukacji i nauki w drugim rządzie Mateusza Morawieckiego (2020–2023), wiceprezes Prawa i Sprawiedliwości (od 2025).

## Życiorys

### Wykształcenie, działalność naukowa i społeczna
Dzieciństwo spędził w Goszczanowie. Jego matka była pielęgniarką, a ojciec kierowcą zawodowym. W 2001 jego matka zmarła wskutek nowotworu, a osiem lat później odszedł jego ojciec, który chorował na stwardnienie rozsiane.
W wieku 15 lat trafił pod opiekę wuja, księdza profesora Jerzego Pałuckiego, wykładowcy KUL. Zamieszkał w Lublinie, gdzie ukończył II Liceum Ogólnokształcące im. Hetmana Jana Zamoyskiego, a w 2001 studia prawnicze na Wydziale Prawa, Prawa Kanonicznego i Administracji Katolickiego Uniwersytetu Lubelskiego Jana Pawła II. Podjął następnie studia doktoranckie na tym samym wydziale.
W 2006 uzyskał stopień doktora nauk prawnych na podstawie pracy pt. Zasady państwa prawnego i sprawiedliwości społecznej w praktyce ustrojowej III Rzeczypospolitej Polskiej. Habilitował się również na Wydziale Prawa, Prawa Kanonicznego i Administracji KUL w 2015 w oparciu o dorobek naukowy i rozprawę zatytułowaną Wolność gospodarcza. Pierwszy filar społecznej gospodarki rynkowej.
Specjalizuje się w zagadnieniach z zakresu prawa konstytucyjnego. Jednym z recenzentów osiągnięć i aktywności naukowej Czarnka, gdy ubiegał się o habilitację, był Dariusz Dudek, który był promotorem zarówno jego pracy magisterskiej, jak i doktorskiej. W 2012 ukazała się książka pt. „Rodzina jako podmiot prawa” pod redakcją jego i Marka Dobrowolskiego. W dorobku Czarnka do końca 2020 była jedna monografia (jego rozprawa habilitacyjna), kilkanaście artykułów zamieszczonych w recenzowanych czasopismach oraz recenzowanych rozdziałów w książkach, jak i kilka publikacji nierecenzowanych.
W 2003 został zatrudniony w Katedrze Prawa Konstytucyjnego KUL. Pracował także na Akademii Leona Koźmińskiego oraz w Wyższej Szkole Handlowej w Radomiu. W 2020 objął stanowisko profesora uczelni na Katolickim Uniwersytecie Lubelskim, co było komentowane ze względu na jego brak realnej aktywności naukowej, jako że od 2014 roku nie opublikował on żadnego artykułu poddanego recenzji naukowej w czasopiśmie punktowanym przez Ministerstwo Nauki i Szkolnictwa Wyższego, z wyjątkiem „Przeglądu Sejmowego”. Krytykowana była także oficjalna strona Ministerstwa Edukacji i Nauki, gdzie dane na temat dorobku naukowego w biogramie Przemysława Czarnka były wyższe niż rzeczywiście.
Przez kilkanaście lat był członkiem Towarzystwa Gimnastycznego „Sokół” w Lublinie. Pełni w nim funkcję przewodniczącego komisji rewizyjnej. W 2015 został wiceprezesem Klubu Inteligencji Katolickiej w Lublinie im. prof. Czesława Strzeszewskiego.

### Działalność polityczna

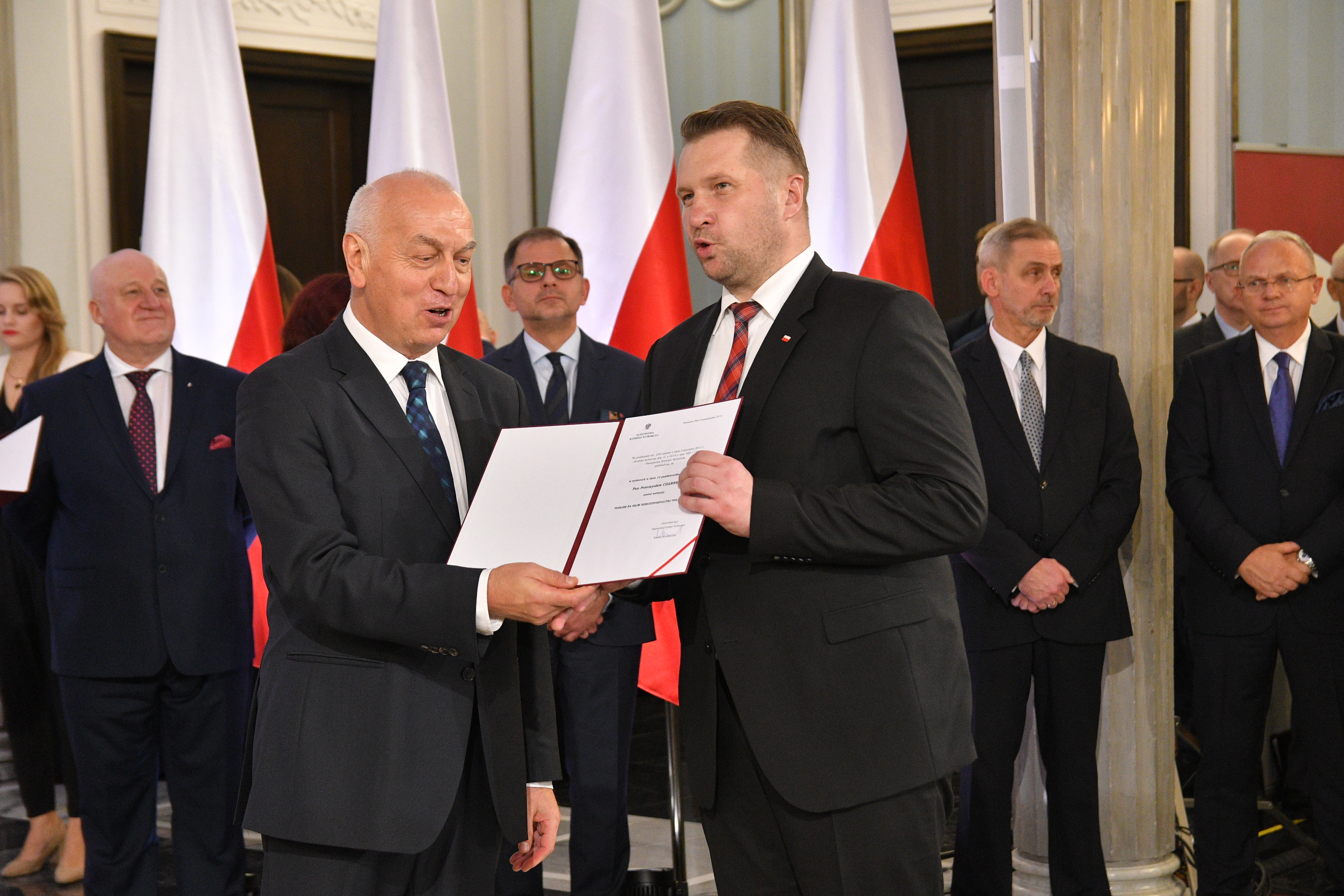
Przemysław Czarnek odbiera zaświadczenie o wyborze na posła IX kadencji Sejmu (2019)

W wyborach samorządowych w 2002 jako kandydat Ligi Polskich Rodzin startował bez powodzenia z ramienia komitetu „Prawo i Rodzina” do lubelskiej rady miejskiej.
Zaangażował się w działalność polityczną w ramach Prawa i Sprawiedliwości. 8 grudnia 2015 został powołany na stanowisko wojewody lubelskiego. W 2016 był jednym z organizatorów marszu blokującego manifestację Komitetu Obrony Demokracji.
W wyborach parlamentarnych w 2019 Przemysław Czarnek wystartował do Sejmu w okręgu nr 6 (Lublin) z drugiego miejsca na liście PiS. Otrzymał 87 343 głosy i uzyskał wówczas mandat posła IX kadencji. W związku z wyborem złożył rezygnację z funkcji wojewody lubelskiego, zakończył urzędowanie na tym stanowisku 11 listopada 2019.
28 czerwca 2022 został w strukturze PiS „opiekunem” województwa opolskiego, mając za zadanie pełnienie nadzoru nad jego rozwojem. W 2023 uzyskał reelekcję do Sejmu jako lider listy PiS w okręgu lubelskim, otrzymując 121 686 głosów. 27 listopada tego samego roku zakończył pełnienie funkcji ministra. W grudniu 2023 wszedł w skład sejmowej komisji Śledczej do zbadania legalności, prawidłowości oraz celowości działań podjętych w celu przygotowania i przeprowadzenia wyborów Prezydenta Rzeczypospolitej Polskiej w 2020 r. w formie głosowania korespondencyjnego.
W listopadzie 2024 podczas okręgowego zjazdu partii został wybrany szefem okręgu lubelskiego Prawa i Sprawiedliwości. W czerwcu 2025 podczas kongresu partii został wybrany na stanowisko wiceprezesa. 

#### Minister edukacji i nauki
19 października 2020 został powołany przez prezydenta RP na urząd ministra edukacji i ministra nauki w drugim rządzie Mateusza Morawieckiego. Początkowo Czarnek miał zostać powołany 5 października, wraz z resztą składu rządu, jednak z powodu pozytywnego wyniku testu na SARS-CoV-2 uroczystość jego zaprzysiężenia opóźniła się o prawie dwa tygodnie.
1 stycznia 2021 został ministrem edukacji i nauki w wyniku połączenia oddzielnych do tej pory ministerstw: Ministerstwa Edukacji Narodowej oraz Ministerstwa Nauki i Szkolnictwa.
Przemysław Czarnek zapowiedział, że jako minister ograniczy podstawę programową, rozbuduje zarazem podstawę programową zwłaszcza o treści dotyczące Jana Pawła II i żołnierzy wyklętych, będzie zwalczał poglądy lewicowe i liberalne w edukacji, uzależni nabór w szkołach średnich bądź wyższych prócz osiągnięć szkolnych także od działalności w organizacjach katolickich bądź państwowych, wprowadzi nowe podręczniki oraz przywróci obligatoryjny wybór między lekcjami religii a etyki (usuwając tym samym trzeci wariant umożliwiający uczniom nieuczęszczanie na żaden z tych przedmiotów).

##### Debata wokół nominacji na stanowisko ministra

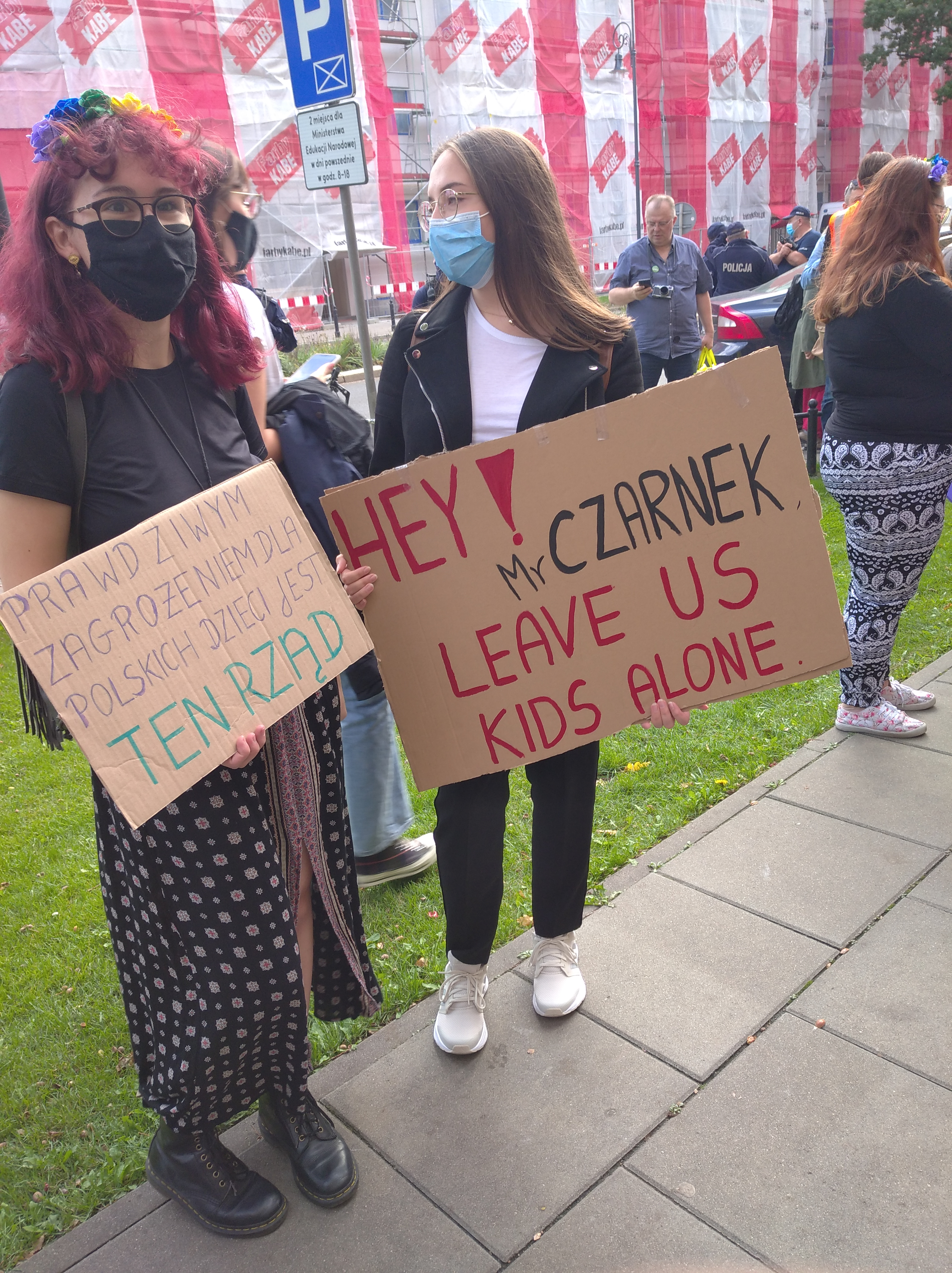
Uczestnicy manifestacji przed Ministerstwem Edukacji Narodowej 4 października 2020 – na jednym z kartonów dokonano trawestacji tekstu utworu „Another Brick in the Wall” zespołu Pink Floyd

Jego nominacja na stanowisko ministra doprowadziła do protestów części młodzieży szkolnej, środowiska nauczycielskiego i naukowego oraz polityków partii opozycyjnych. Demonstracje oraz pikiety sprzeciwiające się jego desygnacji miały miejsce w pierwszych tygodniach października 2020 m.in. w Krakowie, Lublinie, Łodzi, Olsztynie, Warszawie oraz Wrocławiu. 5 października Forum Młodych Nowoczesnych zainicjowało ogólnopolską akcję „Czarny Tydzień”, w ramach której uczniowie, w geście protestu przeciwko nominacji Czarnka, przychodzili do szkół ubrani na czarno.
Krytycznie wobec wyznaczenia Przemysława Czarnka na ministra edukacji i nauki odnieśli się: była minister edukacji narodowej Krystyna Szumilas, była minister nauki i szkolnictwa wyższego Lena Kolarska-Bobińska, wicemarszałkowie Sejmu Włodzimierz Czarzasty i Piotr Zgorzelski, marszałek Senatu Tomasz Grodzki, wicemarszałek Senatu Gabriela Morawska-Stanecka, przedstawiciele partii opozycyjnych – przede wszystkim posłowie Lewicy i KO oraz Młodzi Demokraci. Swoje zaniepokojenie kandydaturą Przemysława Czarnka wyraziło w specjalnym oświadczeniu ponad 100 osób związanych z nauką i kulturą – w tym pracownicy naukowi Uniwersytetu Warszawskiego, Uniwersytetu Jagiellońskiego i Katolickiego Uniwersytetu Lubelskiego Jana Pawła II, członkowie Polskiej Akademii Nauk, działacze organizacji pozarządowych, artyści, publicyści oraz intelektualiści – a także Związek Nauczycielstwa Polskiego.
W odpowiedzi na kontrowersje wokół nominacji Przemysława Czarnka 56 naukowców – m.in. z KUL, UMCS, UMK, Politechniki Lubelskiej, Uniwersytetu Medycznego w Lublinie oraz Instytutu Historii PAN – wyraziło sprzeciw wobec krytyki Przemysława Czarnka oraz, podobnie jak Akademickie Kluby Obywatelskie im. Prezydenta Lecha Kaczyńskiego oraz Stowarzyszenie Absolwentów i Przyjaciół Wydziału Prawa KUL, poparcie dla jego kandydatury.

#### Petycje w sprawie odwołania
Po powołaniu Czarnka na urząd ministra edukacji i nauki przedstawiciele środowiska naukowego i akademickiego kilkukrotnie wystosowywali apele o odwołanie ministra. Ponadto rozpoczęta została zbiórka podpisów pod petycją „Stop deMENtażowi edukacji”, której autorzy również domagali się odwołania Czarnka ze stanowiska szefa MEiN. Zebrano ponad 88 tys. podpisów, a petycja złożona została do Kancelarii Prezesa Rady Ministrów. W grudniu 2020 premier Mateusz Morawiecki poinformował, iż nie zamierza wystąpić do prezydenta z wnioskiem o odwołanie ministra.
Jako minister jest krytykowany za swoje reformy przez Radę Główną Nauki i Szkolnictwa Wyższego. Wśród argumentów przeciw pojawia się zarzut zbyt dużego skupienia się ministra na kształtowaniu światopoglądów.

#### Zmiany w wykazie punktowanych czasopism naukowych
W lutym 2021 stał się przedmiotem krytyki, kiedy to kierowane przez niego Ministerstwo Nauki i Edukacji zmieniło wykaz punktowanych czasopism naukowych. Znalazły się tam m.in. lokalne tytuły publicystyczne, nierecenzowane, w tym teologiczne, którym przyznano taką samą liczbę punktów co renomowanym zagranicznym czasopismom. Poprzez zmiany w wykazie, Czarnek podwyższył punktację naukową czasopism w których publikował, w sumie o 200 punktów. Zmiany w wykazie zostały skrytykowane przez Komitet Nauk Prawnych PAN, który określił je jako arbitralne i niezgodne z prawem oraz Senat Uniwersytetu Jagiellońskiego. Zdumienie i zaniepokojenie zmianami w wykazie wyraziła również Komisja Ewaluacji Nauki. 19 lutego 2021 minister, bez konsultacji z Komisją Ewaluacji Nauki, dopisał do listy kolejne 5 czasopism a podwyższył punktację 96 czasopismom.
Krytykę wykazu podjęto również w międzynarodowych czasopismach naukowych. Biorąc pod uwagę jedne z najniższych w Unii Europejskiej finansowanie nauki w Polsce, wykazano, że wykaz czasopism przyczynia się do nieefektywnego wydawania już i tak niewielkich środków. Mianowicie wykaz zawiera ponad 450 czasopism o wątpliwych standardach etycznych, w tym tzw. czasopisma drapieżne, publikujące za opłatą prace bez względu na ich często niewielką wartość merytoryczną bądź też jej brak. W jednym z takich czasopism w 2018, sprzed czasu obowiązywania wykazu, nie znalazła się ani jedna praca polskich naukowców. W 2019 polscy autorzy opublikowali 28,5% prac w tym czasopiśmie, w 2020 84,7%, w 2021 94,6%. W efekcie zamiast wspierać wartościowe projekty naukowe, publiczne pieniądze wydawane są na opłacanie publikacji w bezwartościowych czasopismach.
17 lipca 2023 ministerstwo opublikowało kolejny wykaz. Kolejny raz aktualizację przeprowadzono 6 listopada 2023. W wykazie pisma takie, jak „Pedagogika Katolicka”, „Rocznik Historii Sztuki”, „Probacja”, „Nieruchomości” czy „Ius Novum” zostały zrównane w punktacji z „Nature”, „Science” czy „Lancet”, przyznając za publikację najwyższą liczbę 200 pkt.

#### Lex Czarnek

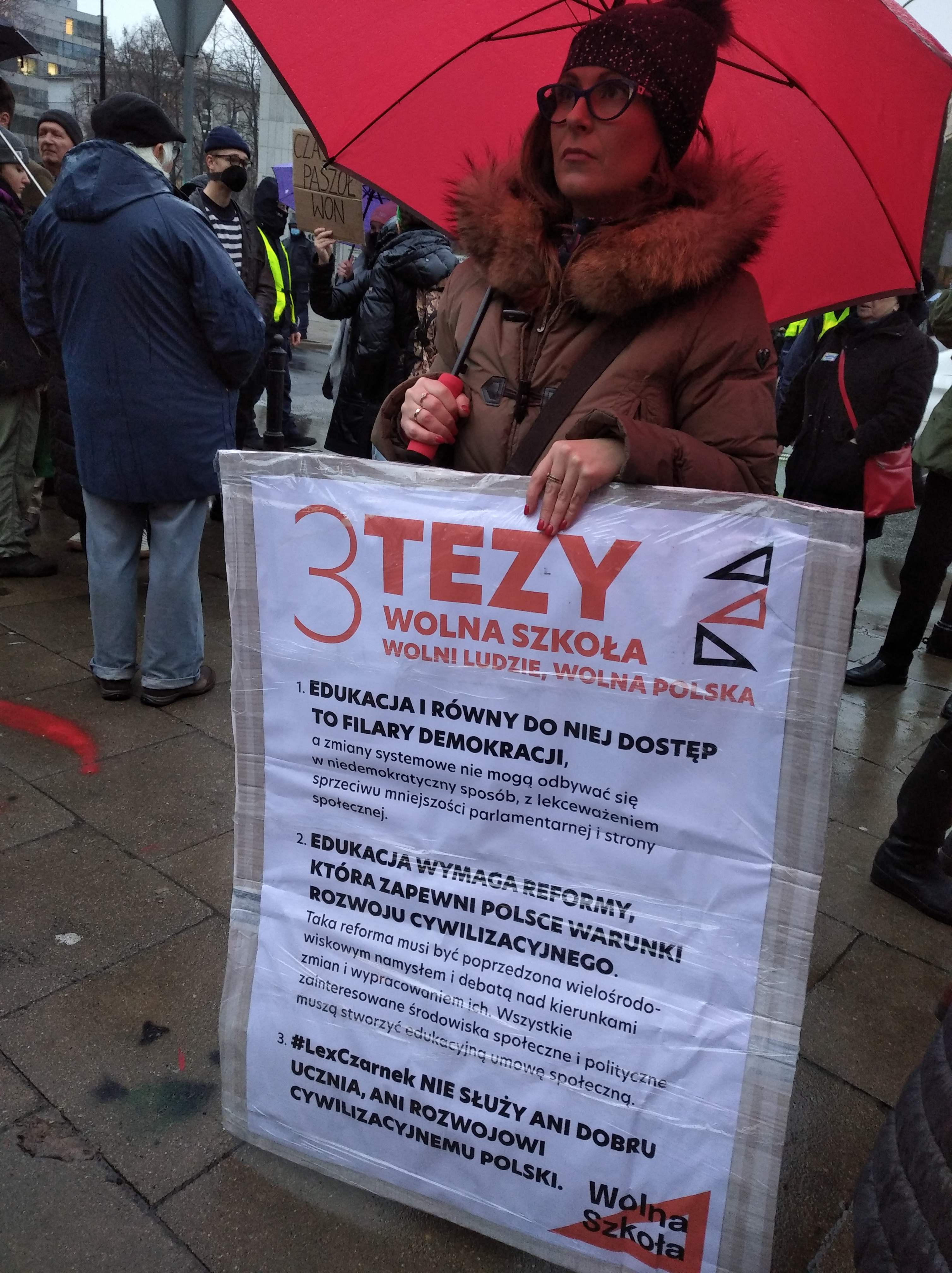
Demonstracja przed Sejmem przeciwko lex Czarnek, 4 stycznia 2022

Zaproponowane przez ministra w 2021 zmiany w ustawie Prawo oświatowe, zakładające wzmocnienie roli kuratora oświaty (m.in. uzależniające od jego pozytywnej opinii możliwość prowadzenia zajęć dodatkowych w szkole przez stowarzyszenia i organizacje społeczne – dotychczas decyzyjność w tym aspekcie posiadała społeczność szkolna; nadające mu możliwość odwołania dyrektora placówki bez wypowiedzenia jeśli ten „uchyla się lub nie realizuje zaleceń wydanych przez kuratora” oraz wzmacniające jego nadzór nad placówkami niepublicznymi), zyskały określenie lex Czarnek i wzbudziły rozległe protesty organizacji oraz środowisk oświatowych, samorządowych, społecznych, rodzicielskich i uczniowskich (przeciwko projektowi opowiedzieli się m.in. Związek Nauczycielstwa Polskiego, Ogólnopolskie Stowarzyszenie Kadry Kierowniczej Oświaty, Unia Metropolii Polskich oraz Związek Miast Polskich), które połączyły się w ruchu „Wolna Szkoła”. Swój sprzeciw wobec zmian zaproponowanych przez ministra wyraziło także 15 z 18 nauczycieli nagrodzonych do 2021 tytułem Nauczyciela Roku, Rzecznik Praw Obywatelskich, Rada Główna Nauki i Szkolnictwa Wyższego i Konferencja Międzynarodowych Organizacji Pozarządowych Rady Europy. Minister uzasadnia wprowadzanie ustawy między innymi setkami skarg rodziców na organizacje pozarządowe. Wspominany między innymi przez portal Bankier.pl raport z kontroli w kuratoriach wykazuje, że przez 6 lat było w całej Polsce tylko 27 skarg rodziców na organizacje pozarządowe.
W sondażu przeprowadzonym dla „Rzeczpospolitej” w styczniu 2022, w trakcie prac parlamentarnych nad projektem, 57,4 proc. respondentów uznało, że po reformach wprowadzonych przez ministra Czarnka dojdzie do upolitycznienia szkoły, 15 proc. badanych nie podzieliło tej opinii. W marcu 2022 prezydent Andrzej Duda zawetował ustawę, jako przyczynę swojej decyzji podając konieczność zakończenia politycznych sporów w obliczu rosyjskiej inwazji na Ukrainę.
W październiku 2022 do Sejmu wpłynął poselski projekt nowelizacji Prawa oświatowego, bliźniaczy w swoich założeniach z zawetowaną w marcu ustawą, który określony został jako lex Czarnek 2.0 oraz ponownie wzbudził sprzeciw środowisk oświatowych. W grudniu 2022 prezydent powtórnie odmówił podpisania ustawy, stwierdzając, że liczne głosy krytyczne dowodzą braku społecznej akceptacji dla projektu.

## Odbiór społeczny
Według sondażu przeprowadzonego w październiku 2021 pracę Ministra źle oceniało 57% Polaków, w tym 44% zdecydowanie źle przy 30% sumie ocen dobrych – badanie przeprowadzone przez Ipsos dla OKO.press. Jako minister nie posiadał również poparcia dla swoich propozycji reform w nauczycielskich organizacjach związkowych: Związku Nauczycielstwa Polskiego, Forum Związków Zawodowych i oświatowej „Solidarności”.
W styczniu 2022 grupa Big Cyc nagrała piosenkę krytykującą reformę edukacji przeprowadzaną za kadencji Przemysława Czarnka. Minister edukacji, w pewnym momencie teledysku do piosenki, został przedstawiony jako Adolf Hitler w koloratce, co miało uwypuklić zarzuty dot. fanatyzmu religijnego, który zdaniem wielu komentatorów politycznych ma reprezentować minister Czarnek.
Również w styczniu 2022 zdobył trzecie miejsce w konkursie na Biologiczną Bzdurę Roku 2021, za wypowiedź, że rodzice to związek kobiety i mężczyzny i jest to sprawa „znana ludziom od miliardów lat”.
W badaniach sondażowych Ipsos dla Oko.Press z września 2022 63% badanych ocenia go negatywnie, z czego aż 50 proc. wybrało odpowiedź „zdecydowanie źle”; Najmniejsze poparcie było w grupie 18–29 lat – 79% negatywnych ocen. W tym samym czasie badanie CBOS wykazywało, że 21% badanych ufa ministrowi a 51% nie ufa.
W lutym 2023 w sondażu United Surveys dla RMF FM i Dziennika Gazety Prawnej 62,3% badanych zdecydowanie krytycznie ocenia dotacje od ministra edukacji Przemysława Czarnka na zakup lub remont budynków dla fundacji i stowarzyszeń powiązanych z obozem rządowym. Zdecydowanie pozytywną opinię w tej sprawie wyraziło 8% uczestników badania. Według innego sondażu, przeprowadzonego przez IBRiS dla Rzeczpospolitej wynika, że program „willa plus” powinien być powodem dymisji ministra edukacji. 46,1% ankietowanych „zdecydowanie zgadza się” ze stwierdzeniem, że w wyniku afery Przemysław Czarnek powinien pożegnać się ze stanowiskiem. Kolejne 9,1% respondentów „raczej” się zgadza z takim stwierdzeniem. Przeciwnego zdania jest 28,7% ankietowanych. Przeciwko odwołaniu opowiada się 20,7% badanych.

### Dzban roku
W styczniu 2022 otrzymał tytuł Dzbana Roku 2021 w internetowym plebiscycie zorganizowanym przez tygodnik NIE i blog Make Life Harder (w finałowym głosowaniu internautów otrzymał 236 600 głosów).
W styczniu 2024 otrzymał ten tytuł ponownie, tym razem za 2023 rok, otrzymując w głosowaniu finałowym więcej głosów niż Grzegorz Braun.

## Kontrowersje

### Udział w aferze Willa+
Na początku lutego 2023 roku jako Minister Nauki i Szkolnictwa stał się głównym sprawcą afery znanej jako Willa+ za sprawą jego decyzji o przyznaniu dotacji w sumie łącznej 40 mln PLN dla organizacji pozarządowych.
Podstawą afery jest ogłoszone w lipcu 2022 rozporządzenie ministra o konkursach i ogłoszenie 23 sierpnia samych konkursu „Rozwój potencjału infrastrukturalnego podmiotów wspierających system oświaty i wychowania”, w ramach którego dotowanych jest 45 organizacji z których 12 wystąpiło o nabycie nieruchomości. Polsat oraz TVN24 wskazują, że dotowane organizacje są powiązane z politykami partii Prawo i Sprawiedliwość lub prawicowymi i katolickimi fundacjami natomiast Koalicja Obywatelska (KO) wskazuje, że powyższy proceder umożliwiła poprawka do nowelizacji ustawy oświatowej z maja 2022 roku, która w zamierzeniu pozwala opłacić etaty psychologa i pedagoga dla dzieci i młodzieży po epidemii Covid-19. Marszałek Senatu Tomasz Grodzki pytany przez dziennikarzy w Sejmie o tę sprawę ocenił, że „to niebywały skandal oferować fundacjom, które mogą się mieścić w dwóch, trzech pokojach, drogie, wielomilionowej wartości wille”. Jak zauważył za parę lat te fundacje będą mogły sprzedać je z zyskiem. KO twierdzi, że Minister przyznał miliony złotych organizacjom nieuprawnionym lub niespełniającym kryteriów konkursu, dlatego politycy zawiadomili prokuraturę i Najwyższą Izbę Kontroli w sprawie przydzielonych dotacji.
Na liście znalazły się między innymi: Fundacja Polska Wielki Projekt, Fundacja Wolność i Demokracja, Fundacja Na Rzecz Wspólnych Spraw Megafon, Fundacja Dumni, Fundacja Edukacji i Mediów, Fundacja pod Damaszkiem, Fundacja Ostre Łąki, Stowarzyszenie Otoczenia Przedsiębiorców Probiznes, Lokalna Organizacja Turystyczna „Inte-Gra”, Fundacja Dabar – Dialog Kultur i Religii Pogranicza Polski, Ukrainy i Słowacji, New Europe Foundation, Fundacja Polski Instytut Rozwoju Społecznego i Gospodarczego. Wystąpiły one o dotację na zakup nieruchomości m.in. na warszawskim Żoliborzu, Mokotowie i Ursynowie, w Toruniu, Lublinie, Katowicach i Jadwisinie. Kwoty dotacji wynoszą od 600 tys. zł do blisko 5 mln zł.
Mateusz Morawiecki zapytany o komentarz odpowiedział: „Proszę przyjrzeć się wyraźnie kryteriom, przecież one były zawsze wszędzie dostępne, każdy mógł aplikować. Być może są organizacje, które wcześniej, w czasach Donalda Tuska i Platformy Obywatelskiej, miały bardzo duży dostęp do środków i teraz są niezadowolone”.
Do tej sprawy odniósł się również minister Przemysław Czarnek, zaznaczając, że „jednostki szkodliwe i lewackie żadnych pieniędzy z MEiN nie otrzymają”.
Sondaż z początku lutego 2023 przeprowadzony przez Kantar dla Faktów (TVN, TVN24) wykazywał, że 68% ankietowanych opowiadało się, że w wyniku ujawnionych okoliczności Minister powinien podać się do dymisji a 20% było przeciwnego zdania.

### Udział w manifestacji ONR
W 2018 Przemysław Czarnek jako wojewoda lubelski wystąpił na manifestacji zorganizowanej przez Obóz Narodowo-Radykalny, organizacji określanej jako skrajnie nacjonalistyczna albo faszystowska.

### Wypowiedzi na temat osób LGBT
Różni politycy, publicystki i działacze społeczni określali wypowiedzi oraz prezentowane publicznie poglądy Przemysława Czarnka jako homofobiczne.
We wrześniu 2018 Przemysław Czarnek skomentował I Marsz Równości w Lublinie, stwierdzając m.in., że takie inicjatywy służą promocji „zboczeń, dewiacji, wynaturzeń”. W związku z tą wypowiedzią organizator marszu Bartosz Staszewski skierował wobec niego prywatny akt oskarżenia. Ostatecznie sprawa zakończyła się umorzeniem w wyniku ugody zawartej między stronami. W 2019 Czarnek stwierdził, że inicjatywy takie jak Marsz Równości powinny być zakazane, a w 2021 określił uczestników warszawskiej Parady Równości mianem osobników, „którzy nie zachowują się w sposób zgodny ze standardami i normalnie”.
W maju 2019, podczas obchodów Międzynarodowego Dnia Rodziny, Przemysław Czarnek uhonorował medalem i dyplomem samorządowców za „podjęte działania w celu ochrony instytucji rodziny przed zagrożeniami ze strony destrukcyjnych ideologii”, poprzez przyjęcie uchwał deklarujących, że jest to teren wolny od tzw. „ideologii LGBT”. Wśród odznaczonych samorządów znalazły się Sejmik Województwa Lubelskiego, powiat świdnicki, powiat rycki, miasta Świdnik, Ostrów Lubelski, Urzędów, gminy Mełgiew, Zakrzówek, Wilkołaz, a także radni PiS oraz PSL. Ówczesny radny sejmiku lubelskiego z Koalicji Obywatelskiej Jacek Bury złożył zawiadomienie o popełnieniu przestępstwa twierdząc, że Czarnek przyznając resortowe nagrody namawiał radnych do przyjmowania uchwał anty-LGBT, co nosiło znamiona korupcji. Śledczy Prokuratury Rejonowej Lublin-Południe umorzyli śledztwo w tej sprawie, twierdząc, że czyn nie wyczerpuje znamion przestępstwa.
13 czerwca 2020, podczas kampanii w trakcie wyborów prezydenckich, kiedy to był członkiem sztabu wyborczego Andrzeja Dudy, Przemysław Czarnek wziął udział w emitowanym na antenie TVP Info programie Studio Polska, w trakcie którego wywiązała się dyskusja na temat praw osób LGBT. Podczas audycji poseł, pokazując zdjęcie roznegliżowanego mężczyzny stojącego przed gejowskim barem, stwierdził, że należy skończyć „słuchać tych idiotyzmów o jakichś prawach człowieka czy jakiejś równości”, oraz że ludzie o nieheteroseksualnej orientacji nie są równi innym, według niego normalnym, ludziom. W związku z tą wypowiedzią do KRRiT wpłynęły cztery indywidualne skargi dotyczące braku reakcji prowadzących program na te słowa, w tym jedna od Rzecznika Praw Obywatelskich Adama Bodnara, który stwierdził, iż wypowiedź posła ma znamiona mowy nienawiści i narusza godność oraz prawa ludzi o innej niż heteroseksualna orientacji. Dodatkowo Ośrodek Monitorowania Zachowań Rasistowskich i Ksenofobicznych zapowiedział postawienie posła przed sądem, oskarżając go o zniesławienie, a poseł Koalicji Obywatelskiej Michał Krawczyk złożył zawiadomienie do władz KUL o popełnieniu przewinienia dyscyplinarnego przez Czarnka. Rzecznik prasowy uczelni wydał w tej sprawie oświadczenie, w którym podkreślono, iż wypowiedź posła nie była związana z jego działalnością akademicką i nie może być utożsamiana ze stanowiskiem uczelni, ani jej władz. Sam Przemysław Czarnek we własnym oświadczeniu stwierdził, iż jego wypowiedź była oderwana od kontekstu i manipulowana oraz wykorzystywana wbrew jego intencjom i poglądom, oraz że nie ma żadnego związku z jego pracą w Katolickim Uniwersytecie Lubelskim oraz jego pracownikami.
3 sierpnia 2020 Przemysław Czarnek na antenie Radia Maryja przyrównał ruchy LGBT do narodowego socjalizmu, nazwał akcje tych ruchów, jak zawieszenie w lipcu 2020 tęczowej flagi na pomniku Chrystusa przed bazyliką św. Krzyża w Warszawie, bluźnierstwem, a samą flagę określił jako neomarksistowską. W październiku 2020 Jakub Urbanik pozwał Przemysława Czarnka za jego wypowiedzi dotyczące osób LGBT udzielone na antenie TVP Info i w Radiu Maryja, uznając je za homofobiczne i naruszające dobra osobiste oraz żądając publicznych przeprosin. Wypowiedzi te były również powodem, dla którego w dniu 18 listopada 2020 Czarnek został ukarany naganą przez Komisję Etyki Poselskiej. 23 listopada KRRiT poinformowała, iż nie stwierdziła naruszenia ustawy o radiofonii i telewizji przez Telewizję Polską, na antenie której miała miejsce emisja kontrowersyjnego odcinka programu Studio Polska z udziałem Przemysława Czarnka.

### Wypowiedzi na temat społecznej roli kobiet
W październiku 2019 Przemysław Czarnek wygłosił wykład O wpływie neomarksizmu na nauczanie o rodzinie na Katolickim Uniwersytecie Lubelskim, w trakcie Kongresu Ruchu Europa Christi. Poseł stwierdził wtedy, iż podstawową funkcją rodziny jest prokreacja, a rolą kobiety powinno być rodzenie dzieci. Wypowiedź wzbudziła kontrowersje.

### Dorobek naukowy
Pomimo że w swoim dorobku naukowym miał jedną monografię i kilkanaście artykułów, w czasach gdy był ministrem w jego oficjalnym biogramie na stronie ministerstwa napisano o „kilkudziesięciu monografiach i artykułach naukowych”.

## Wyniki w wyborach ogólnopolskich
| Wybory | Komitet wyborczy | Komitet wyborczy       | Organ            | Okręg | Wynik           |
| ------ | ---------------- | ---------------------- | ---------------- | ----- | --------------- |
| 2019   |                  | Prawo i Sprawiedliwość | Sejm IX kadencji | nr 6  | 87 343 (15,44%) |
| 2023   | Sejm X kadencji  | Prawo i Sprawiedliwość | 121 686 (18,77%) | nr 6  |                 |

## Odznaczenia i nagrody
1. 2017: jako wojewoda lubelski został odznaczony Srebrną Odznaką „Zasłużony dla Ochrony Przeciwpożarowej”[152].
2. 2019: znalazł się gronie 19 polskich polityków odznaczonych przez Prezydent Litwy Dalię Grybauskaitė za wkład w rozwijanie stosunków pomiędzy Litwą i Polską, poprawę współpracy politycznej, kulturalnej, gospodarczej i społecznej pomiędzy obu krajami – otrzymał Krzyż Oficerski Orderu „Za zasługi dla Litwy”[153].
3. 2019: Order świętej Marii Magdaleny[154].
4. 2023: w styczniu otrzymał Medal „Pro Bono Poloniae”[155].

Otrzymał honorowe obywatelstwa gmin: Lipinki (2021) i Goszczanów (2021). Laureat nagrody „Człowieka Roku” Klubów „Gazety Polskiej” za rok 2021.
Dwukrotnie otrzymał tytuł Dzban roku po zwycięstwie w plebiscycie.

## Życie prywatne
Syn Henryka i Bożeny. Żonaty z Katarzyną, pracownikiem naukowym KUL. Ma dwójkę dzieci – córkę Julię oraz syna Mateusza. Deklaruje się jako katolik.